# Stephanitis pyrioides
Stephanitis pyrioides är en insektsart som först beskrevs av Scott 1874.  Stephanitis pyrioides ingår i släktet Stephanitis och familjen nätskinnbaggar. Inga underarter finns listade i Catalogue of Life.

## Bildgalleri

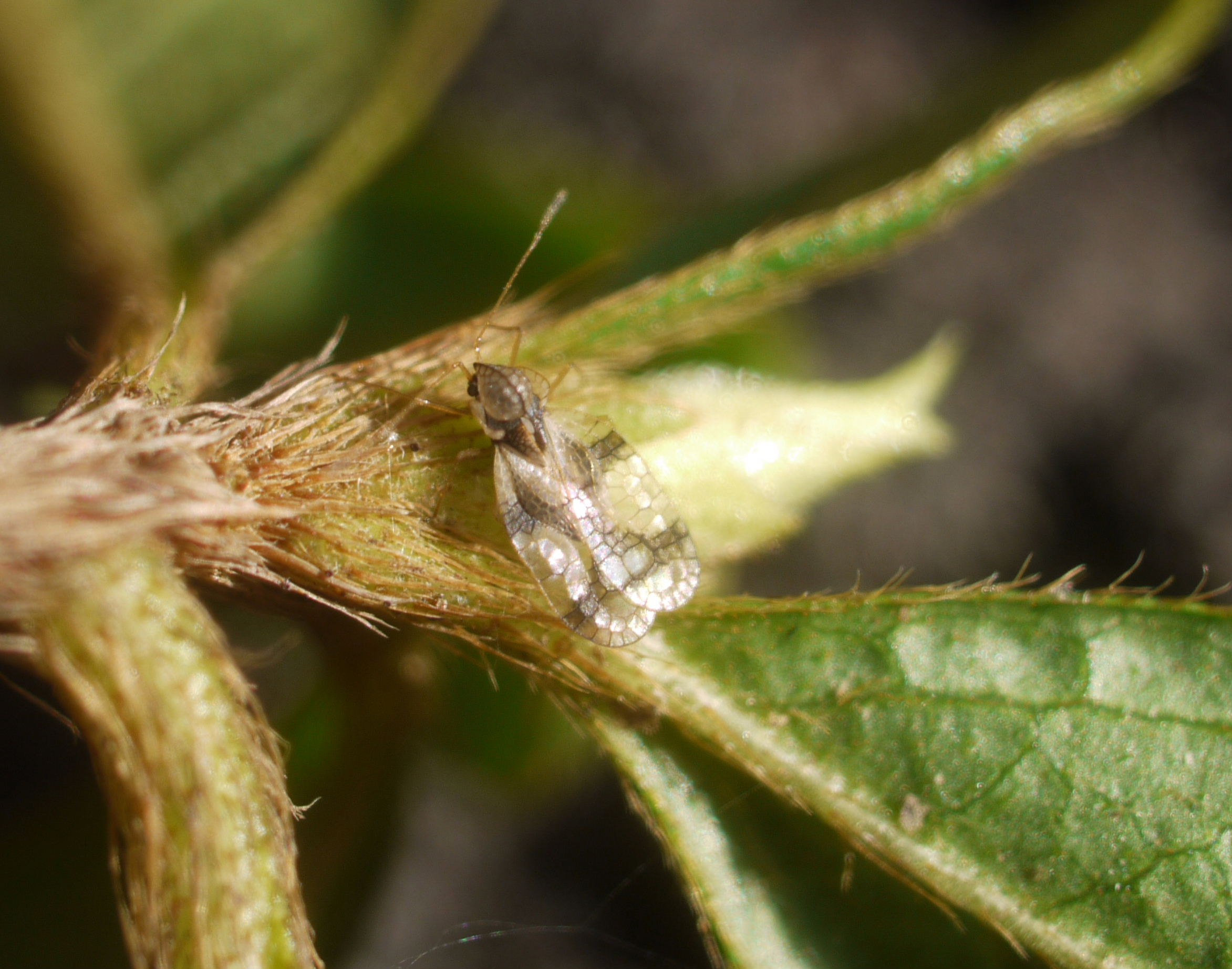